# Phare du Rosédo
Le phare du Rosédo se situe dans le nord de l'île de Bréhat sur la terre du Rosédo, une île française dans le département des Côtes-d'Armor au nord de la pointe de l'Arcouest en Bretagne et indique la passe du Trieux.
Ca serait malgré sa petite taille le phare le plus puissant des côtes d'Armor.
À l’origine, avec son jumeau le phare du Paon, l’alignement des deux phares permettait d’éviter l’écueil de la Horaine au large de la pointe du Paon.

Un sémaphore est aussi présent à proximité ; haut de 32 m, il a été construit en 1862.

## Histoire
Le premier phare construit en 1858 par l'entrepreneur Mahé, d'une hauteur de 11,50 m est une tour carrée en maçonnerie de pierres apparentes, accolée au corps de logis qui contient le magasin et la maison du gardien. Il s'élève à 27,5 mètres au-dessus de la mer.
Il est allumé le 1er août 1860 avec un feu fixe rouge de cinquième ordre alimenté à l’huile végétale.
En 1875 le phare fonctionne à l’huile minérale.

En mars 1897 il fonctionne aux vapeurs de pétrole avec feu à éclat blanc toutes les cinq secondes, focale de 0,1875 mètre. Électrifié en 1942, il est détruit le 4 août 1944 par les troupes allemandes.
La première femme officiellement gardienne de phare, Marie-Perrine Durand, y a travaillé.

## Phare actuel
Le phare actuel, construit de 1947 à 1949 selon les plans des architectes et entrepreneurs Henri Auffret et Joël Hardion, est une tourelle rectangulaire à face arrondie accolée à la façade d’un corps de logis en moellons de pierres de taille et toiture en ardoises. Le corps est peint en blanc et porte l'inscription « ROSEDO ».
Il mesure 13,10 mètres et domine la mer à 40 mètres. La focale est à 11 mètres de hauteur.

En 2001, la lanterne est démontée et remplacée par un fanal à entretien extérieur sans lanterne. Automatisé en 2007, il n’est plus gardé depuis le départ à la retraite des gardiens Yvonne et Claude Tollari.

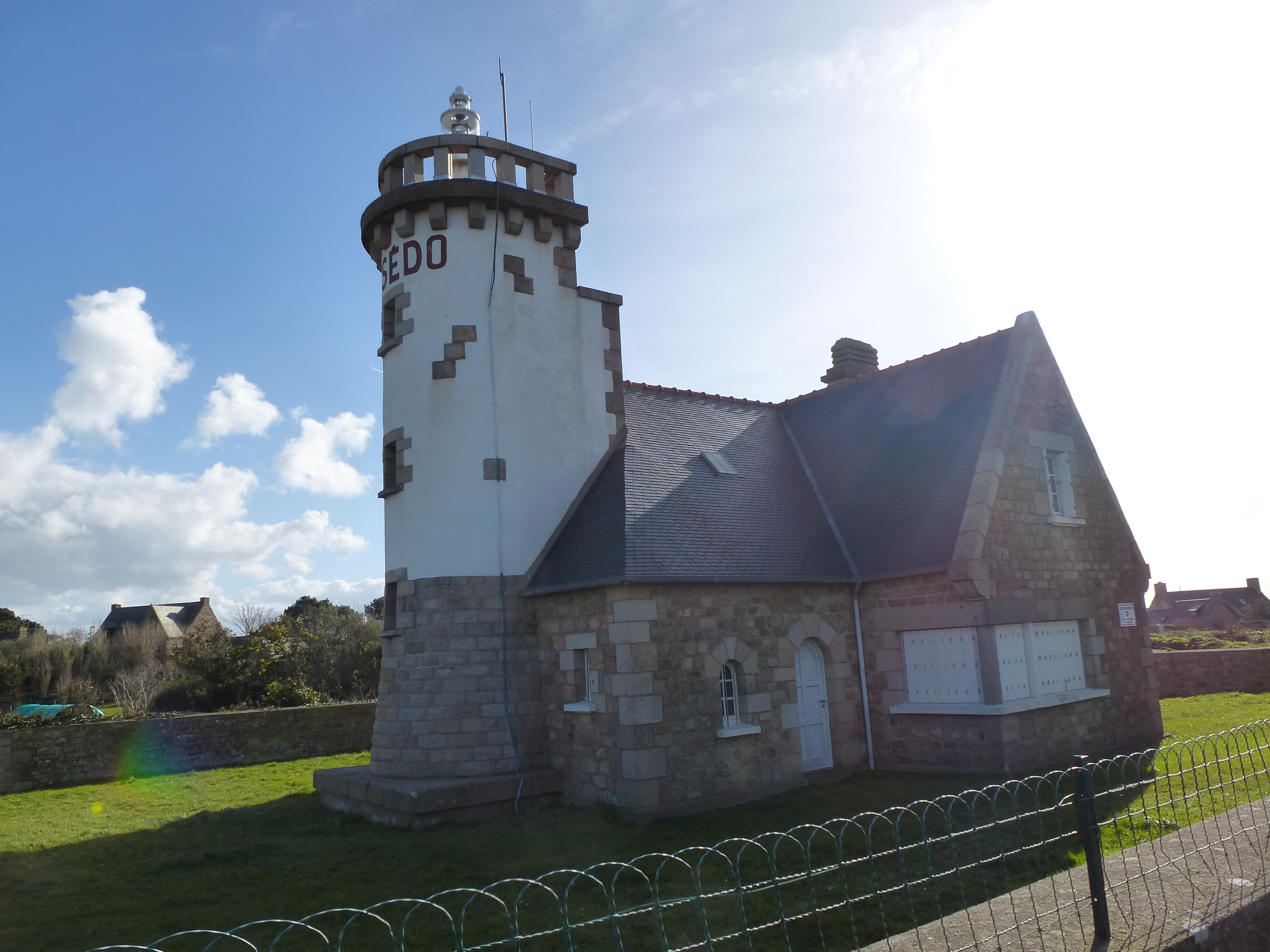
Le phare du Rosedo